# La Formule
Pour plus de détails, voir Fiche technique et Distribution.
La Formule (The Formula) est un film américano-ouest-allemand réalisé par John G. Avildsen, sorti en 1980. Il s'agit d'une adaptation cinématographique du roman du même nom de Steve Shagan, qui signe lui-même le scénario

## Synopsis
Vers la fin de la Seconde Guerre mondiale, les Soviétiques attaquent Berlin. Le général allemand Helmut Kladen est envoyé en Suisse avec des documents ultra-secrets. Il sera cependant intercepté par l'armée américaine puis incorporé dans les services de renseignements militaires.
À Los Angeles en 1980, le lieutenant de police Barney Caine enquête sur un meurtre. Il va découvrir l'existence d'une formule chimique inventée par les nazis pour remplacer le pétrole. Ce produit de synthèse permettrait de ne plus dépendre des compagnies pétrolières. Tous ceux qui connaissent l'existence de cette formule, comme le policier, sont donc en danger de mort.

## Fiche technique
Sauf indication contraire, les informations mentionnées dans cette section peuvent être confirmées par la base de données cinématographiques IMDb,  présente dans la section « Liens externes ».
- Titre francophone : La Formule
- Titre original : The Formula
- Réalisation : John G. Avildsen
- Scénario : Steve Shagan, d'après son roman du même nom
- Musique : Bill Conti
- Photographie : James Crabe
- Montage : John Carter et David Bretherton
- Décors : Lee Poll
- Costumes : Bill Thomas
- Production : Steve Shagan
- Sociétés de production : Metro-Goldwyn-Mayer et CIP Filmproduktion GmbH
- Distribution : Metro-Goldwyn-Mayer / United Artists (États-Unis),
- Pays d'origine :  États-Unis,  Allemagne de l'Ouest
- Format : Couleurs - 1,85:1 - son mono
- Genre : policier, thriller
- Durée : 117 minutes
- Date de sortie : 19 décembre 1980

## Distribution
- George C. Scott (VF : André Valmy) : le lieutenant Barney Caine
- Marthe Keller (VF : Elle-même) : Lisa Spangler
- John Van Dreelen (VF : Jean Berger) : Hans Lehman
- Marlon Brando (VF : Yves Barsacq) : Adam Steiffel
- Calvin Jung (en) : le sergent Louis Yosuta
- John Gielgud : Dr. Abraham Esau
- G. D. Spradlin (VF : Michel Gatineau) : Arthur Clements
- Alan North (VF : Marc de Georgi) : le commissaire John Nolan
- Beatrice Straight (VF : Paula Dehelly) : Kay Neeley
- Richard Lynch : le général Helmut Kladen / Frank Tedesco
- David Byrd (VF : Georges Atlas) : Paul Obermann
- Ferdy Mayne : Pr. Siebold
- Reinhard Kolldehoff (VF : Roger Lumont) : Manfred Reimeck
- Dieter Schidor : Peter
- Louis Basile : le sergent Vince Rizzo
- Robin Clarke : le major Tom Neeley
- Wolfgang Preiss : Franz Tauber
- Gerard Murphy (en) (VF : Jacques Ferrière) : Herbert Glenn
- Francisco Prado (VF : Serge Lhorca) : Mendosa, le légiste
- Craig T. Nelson (VF : Jean Lagache) : le second géologue
- Emil Steinberger : l'employé de la poste

## Production
Marthe Keller a remplacé Dominique Sanda, initialement engagée l'actrice avait trop d'accent selon George C. Scott.
Le tournage a lieu à Los Angeles (Bel Air, hôtel de ville, Westwood) et dans d'autres villes de Californie : Arcadia, Newhall et les studios de la MGM à Culver City. Des scènes sont également tournées à Berlin (Spandau, Checkpoint Charlie), à Hambourg, en Suisse (notamment à Saint-Moritz) .
Lors du tournage du film, des tensions éclatent entre les deux acteurs vedettes : Marlon Brando utilisait une oreillette dans laquelle son texte était dicté. George C. Scott trouvait inconcevable qu'un acteur comme lui ne connaisse pas son texte, surtout avec le cachet qu'il a reçu pour participer à ce film (Marlon Brando aurait été payé 2,75 millions de dollars).

## Postproduction
Le réalisateur John G. Avildsen sera lui-même très critique envers le film. Il demandera à ne pas être crédité comme réalisateur et monteur, requête finalement refusée. Le film sera ensuite remonté sous la houlette de Steve Shagan, auteur du roman d'origine, scénariste et producteur du film. Il propose ainsi une version très différente de celle imaginée par le réalisateur. Dans le livre Conversations with Brando, Marlon Brando critiquera fortement cette version, estimant que tout l'humour du film a été coupé. Après ce film, Marlon Brando fera une longue pause dans sa carrière, de presque dix ans, entre 1980 et 1989. George C. Scott est lui aussi très déçu par ce film, et regretta d'y avoir participé.

## Distinctions
James Crabe est nommé à l'Oscar de la meilleure photographie lors des Oscars 1981. Le film sera par ailleurs plusieurs fois nommé aux 1re cérémonie des Razzie Awards 1981 : pire film, pire acteur dans un second rôle pour Marlon Brando, pire réalisateur pour John G. Avildsen et pire scénario pour Steve Shagan. Le film compte aussi deux nominations dans une cérémonie du même genre, les Stinkers Bad Movie Awards : pire second rôle masculin et faux accent le plus ennuyeux pour Marlon Brando.